# Interrègne aragonais
Pour les articles homonymes, voir Interrègne.
L’interrègne aragonais est une période de deux ans qui s'écoule de 1410 à 1412, durant laquelle les États de la Couronne d'Aragon n'eurent pas de roi. Elle commence précisément le 31 mai 1410, lorsque s'éteint le roi d'Aragon Martin Ier sans descendance légitime. Elle ne s'achève que par le compromis de Caspe et la proclamation le 28 juillet 1412 par Vincent Ferrier de l'élection de Ferdinand d'Antequera, de la dynastie castillane de Trastamare, comme « roi d'Aragon, roi de Valence, comte de Barcelone et souverain des territoires de la Couronne d'Aragon ».

## Contexte

### Les désordres à la fin du règne de MartinIer
En 1407, le roi d'Aragon Martin Ier nomme comme lieutenant d'Aragon et gouverneur général de tous les royaumes de la Couronne, office généralement réservé à l'héritier du trône, son beau-frère et cousin, le comte d'Urgell Jacques II. En effet, son fils, Martin le Jeune, est déjà occupé par les affaires des royaumes de Sicile et de Sardaigne. Cette nomination provoque la protestation de nombreux nobles aragonais, menés par le justicier d'Aragon, Juan Ximénez Cerdán. Le pape Benoît XIII, qui a la faveur du roi aragonais dans l'affaire du schisme, s'oppose également à Jacques d'Urgell, qui soutient son adversaire romain, Grégoire XII. 
Cette incertitude affaiblit l'autorité de Martin Ier et favorise la multiplication des conflits nobiliaires ou bandositats, qui opposent les plus importantes familles de la Couronne pour des questions de pouvoir et de juridictions. En Aragon, la première faction menée par la famille des Urrea, alliés aux Heredia, aux Lihory et aux Cerdán, est en conflit avec la famille des Luna, soutenue par les Alagón, les Moncada et les López de Luna. Dans le royaume de Valence, les membres de la famille de Vilaragut s'opposent aux Centelles. Doté d'un pouvoir considérable et de la confiance absolue du roi, Jacques d'Urgell échoue pourtant à calmer les révoltes nobiliaires, prenant même parti pour les Luna et les Vilaragut. 
Au même moment, la Catalogne et Majorque, s'ils ne connaissent pas la même la même crise politique, traversent une grave crise économique, à la suite des coûteux conflits menés par le père de Martin Ier, le roi Pierre IV. 

### La question de la succession de MartinIer
Le 25 juillet 1409, Martin le Jeune, héritier et fils unique de Martin Ier, meurt de fièvres à 33 ans dans la ville sarde de Cagliari. Sans descendance légitime, le roi décide de légitimer un des fils naturels de Martin le Jeune, qu'il a eu avec la dame sicilienne Tarsia Rizzari : Frédéric de Luna, seulement âgé de 7 ans. Frédéric avait déjà été reconnu afin de pouvoir hériter des comtés de Luna et de Sogorbe et le 14 avril 1409, il avait été prévu qu'il puisse succéder à son père Martin le Jeune pour le royaume de Sicile. Cette stratégie de légitimation d'un fils naturel s'appuie sur des personnages importants, en particulier le pape Benoît XIII, qui souhaite à tout prix éviter un conflit dynastique qui pourrait lui aliéner le soutien du successeur de Martin Ier, et qui est déjà lié au jeune Frédéric. Les autres partisans sont l'évêque de Huesca Dominique Ram, le chartreux François d'Aranda et le justicier Gil Ruiz de Lihory. 
Les nobles aragonais, soutenus par Benoît XIII, Vincent Ferrier et Jacques d'Urgell, pressent cependant Martin Ier de se remarier afin d'avoir un héritier légitime : en septembre 1409, Martin Ier épouse la jeune Marguerite de Prades, âgée de seulement 21 ans. Le roi envoie durant l'hiver des messages aux villes de ses royaumes pour réunir un conseil d'experts en droit qui doivent débattre de la succession, sans qu'aucune ville ne réponde. Le 29 mai 1410, le roi tombe brusquement malade, alors qu'il séjourne au monastère Sainte-Marie de Valldonzella. Le 30, à l'agonie, il a déjà du mal à s'exprimer. Dans la nuit du 30 mai, à onze heures, une délégation des Cortes de Catalogne, réunies à Barcelone depuis plusieurs semaines, se présente au monastère. Le conseiller Ferrer de Gualbes obtient du roi qu'il garantisse une succession légitime. Martin Ier meurt au matin du 31 mai, dans la chambre de l'abbesse. Il confie son petit-fils, Frédéric de Luna, à François de Granollacs et Antoine de Torrelles i Marc.

## Premiers conflits

### Les candidats au trône aragonais (juin 1410-décembre 1410)
Dès l'annonce de la mort de Martin Ier, les prétendants à sa succession commencent à se manifester et envoient des représentants à Barcelone, où se tiennent les Cortes de Catalogne. Le premier d'entre eux est Jacques d'Urgell, qui apparaît en position de force pour recueillir l'héritage aragonais, puisqu’il est gouverneur général de l'Aragon. De plus, l'accord de Martin Ier, au moment de mourir, à un héritier légitime sert ses intérêts : descendant d'Alphonse IV, il est un cousin de Martin Ier, et il est de plus marié à une de ses demi-sœurs, Isabelle. Jacques d'Urgell peut également compter sur le soutien de ses partisans, les « urgellistes », tels que les gouverneurs des royaumes de Valence et de Majorque, Arnaud Guillaume de Bellera et Roger de Montcada.
Les opposants à Jacques d'Urgell, les « anti-urgellistes », sont tout aussi nombreux. Les gouverneurs d'Aragon et de Catalogne, Gil Ruiz de Lihory et Géraud Alemany de Cervelló, lui sont farouchement opposés. On retrouve également une petite partie de la noblesse catalane, ainsi que les puissantes bourgeoisies des villes de Catalogne comme Barcelone et Lérida. Géraud Alemany de Cervelló pense d'abord soutenir les droits du petit-fils illégitime de Martin Ier, Frédéric de Luna et attend la légitimation de l'enfant par le pape Benoît XIII, qui intervient le 20 août, mais est limitée à la succession de la Sicile.
La plupart des anti-urgellistes se regroupe alors derrière Louis d'Anjou, qui avec son épouse Yolande d'Aragon, une nièce de Martin Ier, promeut la candidature de son fils, un enfant de 7 ans, Louis de Calabre. Il est soutenu dans ses efforts par sa belle-mère qui réside à Barcelone, Yolande de Bar, l'épouse du défunt roi Jean Ier d'Aragon. En décembre, Benoît XIII réunit à Saragosse l'archevêque de cette ville, Garcia Fernández de Heredia, le justicier d'Aragon, Juan Ximénez Cerdán, le gouverneur d'Aragon, Gil Ruiz de Lihory, et Bérenger de Bardaixí. Jacques d'Urgell cherche à entrer dans Saragosse, afin d'affirmer la prééminence de sa charge de gouverneur général, mais Garcia Fernández de Heredia, responsable de la sécurité de la ville, lui en refuse l'entrée.
Depuis le mois de juin, Ferdinand d'Antequera, fils cadet du roi de Castille Jean Ier et de la sœur de Martin Ier, Éléonore d'Aragon, est au courant de la mort de son oncle. Il est alors régent du royaume de Castille et l'homme le plus riche de ce royaume. Il se présente en septembre aux Cortes catalanes réunies à Barcelone afin de recevoir la couronne. Déçu dans ses espérances, il retourne en Castille où il groupe dès le mois de novembre des troupes, qu'il masse à la frontière avec les royaumes d'Aragon et de Valence.

### Le parlement de Calatayud et ses conséquences (décembre 1410-juin 1411)
En décembre 1410, Géraud Alemany de Cervelló, qui préside les débats des Cortes catalanes, décide de réunir un Parlement général à Monzón ou à Fraga, afin de décider de l'avenir de la Couronne. Mais, en l'absence d'un pouvoir royal fort, les bandositats redoublent et empêchent la tenue de ce Parlement général. Finalement, le gouverneur d'Aragon Lihory et le justicier d'Aragon Cerdán décident de réunir un parlement du royaume d'Aragon le 8 février à Calatayud, en présence d'observateurs catalans et valenciens. Mais ce parlement choisit d'attendre la réunion d'un parlement général de tous les royaumes de la Couronne et nomme une commission de neuf membres – deux membres pour chaque bras (clergé, haute-noblesse, basse-noblesse et bourgeois) et un président – qui doit se réunir avec les envoyés catalans et valenciens pour définir le lieu, la date et le nom du président du futur parlement général. La majorité d'entre eux sont des ennemis de Jacques d'Urgell, comme Garcia Fernández de Heredia et Bérenger de Bardaixí. Le 31 mai 1411, Gil Ruiz de Lihory prononce la clôture du parlement d'Aragon.
Le 1er juin, de retour de Calatayud, l'archevêque García Fernández de Heredia rencontre Antoine de Luna, principal soutien en Aragon de son ennemi Jacques d'Urgell, à La Almunia de Doña Godina. Il y est assassiné dans des conditions troubles par les hommes d'Antoine de Luna, à la suite d'une échauffourée. Le 8 juin, la nouvelle de son assassinat parvient à Tortose, où est réuni le parlement de Catalogne, qui désigne Antoine de Luna comme principal responsable. Craignant que les partisans de Jacques d'Urgell emploient la force pour imposer leur candidat et comprenant qu'ils ne peuvent espérer de soutien décisif de la part de Louis d'Anjou, les anti-urgellistes se tournent vers Ferdinand d'Antequera. À la mi-juillet, 800 chevaliers castillans suivis d'hommes à pied entrent en Aragon afin d'appuyer les anti-urgellistes.

## L'aggravation des tensions

### L'affirmation des anti-urgellistes (juin-septembre 1411)
Pour le punir du meurtre de l'archevêque de Saragosse, Benoît XIII excommunie Antoine de Luna, peine à laquelle s'ajoutent la perte de tous ses domaines, l'expulsion des terres de la Couronne et une amende de 250 000 florins d'or aragonais. Comme il ne peut également être aidé de personne, une partie de ses vassaux et de ses compagnons l'abandonne. Parallèlement, l'archevêque, malgré son passé d'homme violent et intrigant, est célébré par les anti-urgellistes comme un homme de paix et de religion. Antoine de Luna se rebelle, accusant le gouverneur et le justicier d'Aragon d'être liés aux envahisseurs castillans, dans l'espoir d'une révolte générale. 
À la fin du mois de juillet, Ferdinand d'Antequera s'installe avec ses hommes à Ayllón, d'où il dirige les opérations. Progressivement, il reçoit le soutien de la majorité des anti-urgellistes qui, jusqu'à présent, soutenaient le prétendant angevin. La bourgeoisie barcelonaise, qui déteste Louis d'Anjou plus que Jacques d'Urgell même, croit trouver avec Ferdinand d'Antequera son meilleur candidat. Le Castillan profite de sa position et procède à l'élimination de ses opposants dans les villes qui sont ralliées à lui, comme Saragosse, Huesca et Belchite. Lihory et Cerdán assoient leur pouvoir et jettent en prison l'évêque de Tarazona, Jean de Valtierra, soupçonné de collaborer avec Jacques d'Urgell. 
Pendant ce temps, la commission aragonaise réunie à Saragosse, dirigée par Bérenger de Bardaixí, poursuit ses délibérations sans pouvoir se mettre d'accord sur le lieu de la réunion ni sur le nom du futur président. Finalement, le 11 août, Lihory et Cerdán convoquent les huit membres de la commission choisis pour l'Aragon au palais épiscopal, mais seuls Bérenger de Bardaixí, Jean Cid et Jean Fernández de Sayas s'y rendent. Tous ensemble, ils décident de convoquer d'un nouveau parlement d'Aragon pour septembre, à Alcañiz. Jean de Valtierra et Antoine de Luna en sont exclus.

### L'éclatement des parlements (septembre-décembre 1411)
Le 2 septembre 1411 s'ouvre à Alcañiz le parlement d'Aragon, sous la protection du gouverneur de la ville, Guillaume Raymond Alemany de Cervelló, frère du gouverneur de la Catalogne, et de Jean de Luna, fils de Jean Martínez de Luna. Cette assemblée est contrôlée par les partisans de Ferdinand d'Antequera, qui reçoivent, au milieu du mois d'octobre ses ambassadeurs, pour la plupart de hautes personnalités du royaume de Castille menées par l'abbé de Valladolid Diego Gómez de Fuensalida, et qui y reste jusqu'à la fin de l'année. Pendant ce temps, Antoine de Luna et les urgellistes, exclus du parlement d'Alcañiz, décident de réunir un autre parlement à Mequinenza.
Dans le royaume de Valence, les partisans de la famille de Vilaragut, favorables à Jacques d'Urgell, décident de convoquer un parlement du royaume à Vinaròs, qui s'ouvre le 25 décembre 1411 et auquel la présence du gouverneur de Valence, Arnaud Guillaume de Bellera, donne sa légitimité. Leurs ennemis, les Centelles, et les anti-urgellistes convoquent de leur côté un parlement à Traiguera.
À ce moment, seul le parlement de Catalogne, réuni à Tortose, regroupe des représentants urgellistes et anti-urgellistes. Les catalans demandent à plusieurs reprises aux représentants de Mequinenza de se joindre à ceux d'Alcañiz, qui s'y refusent. Ils envoient aussi des représentants auprès de Ferdinand d'Antequera, l'exhortant à retirer ses troupes d'Aragon, mais sans succès. Le 3 novembre, le représentant de Ferdinand d'Antequera au parlement de Tortose, Juan González de Acevedo, accuse Jacques d'Urgell de réunir une armée, lui récuse le titre de gouverneur général au titre qu'il n'est pas le fils de Martin Ier et se plaint de la présence de l'abbé de Saint-Pierre d'Àger, un ami du comte d'Urgell. 
À Alcañiz, l'ambassadeur catalan, Jean Desplà, et le représentant majorquin, Bérenger de Tagamanent, essaient de négocier avec une commission de cinq députés aragonais : l'évêque de Huesca, Dominique Ram, Jean de Luna, Jean de Funes et Bérenger de Bardaixí. La commission aragonaise prétend exclure de l'élection du nouveau roi les représentants des royaumes de Valence et de Majorque. Le 11 octobre, Jean Desplà demande à voir la charte du 30 mai 1410 qui contient les dernières volontés de Martin Ier. À sa suite, la députation générale de Catalogne demande une copie de l'acte à l'ancien protonotaire royal Raymond Sescomes, ce qu'il refuse de faire sauf devant un parlement général des royaumes de la Couronne.

### Les inutiles tentatives de paix angevines (décembre 1411-janvier 1412)
Les partisans de Louis de Calabre font une dernière tentative, à la fin de l'année 1411, afin de relancer la candidature angevine. Le 29 décembre arrive d'abord au parlement de Tortose une grande ambassade française, menée par l'évêque de Saint-Flour, Géraud du Puy. Ils exigent dans un premier temps que les candidats qui ont pris les armes durant ces derniers mois soient disqualifiés, dans le but d'écarter Ferdinand d'Antequera et Jacques d'Urgell. Le 11 janvier 1412, l'ambassade française se présente devant l'assemblée réunie à Alcañiz. Elle propose à nouveau de donner la couronne à Louis de Calabre, et de réunir son héritage, le royaume de Naples et le comté de Provence, au patrimoine aragonais. Mais cette proposition échoue, car les autres prétendants ont déjà mis la main sur les discussions.
Au début de l'année 1412, les troupes du gouverneur d'Aragon Gil Ruiz de Lihori sont battues par les partisans aragonais de Jacques d'Urgell à la bataille d'Ejea de los Caballeros. Pendant ce temps, la région de Xàtiva, acquise au comte d'Urgell, est mise en coupe réglée par les armées de Castille. Le 2 janvier 1412, l'abbé de Valladolid, Diego Gómez de Fuensalida, dénonce au parlement réuni à Alcañiz l'alliance de Jacques d'Urgell avec Yusuf III, roi maure de Grenade contre Ferdinand d'Antequera.

## Résolution

### La concorde d'Alcañiz (janvier-mars 1412)

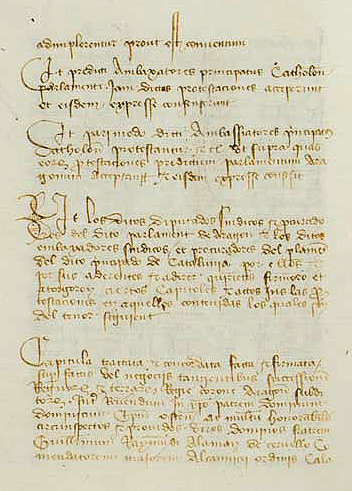
Première page de la concorde d'Alcañiz (transcription, traduction et description in Carlos Laliena Corbera et Cristina Monterde Albiac, En el sexto centenario de la Concordia de Alcañiz y del Compromiso de Caspe, Saragosse, 2012, pp. 9-35.

À partir du mois de janvier 1412, les anti-urgellistes décident de reprendre la main. Le parlement aragonais d'Alcañiz menace le parlement catalan de régler seul la succession s'il n'envoie pas une commission définitive : celle-ci part pour Alcañiz le 13 janvier. Surtout, ils reçoivent le soutien du pape Benoît XIII, réfugié à Peñiscola. Celui-ci redoute la victoire de Jacques d'Urgell, qui cherche à se rapprocher du pape romain Grégoire XII ou de Louis de Calabre qui est proche du pape avignonais Jean XXIII. Le 23 janvier, il envoie aux deux parlements une lettre, portée par le chartreux de Porta Coeli François d'Aranda, où il propose de laisser décider une commission composé d'hommes de loi, trois pour chaque royaume sauf celui de Majorque, qui doivent se réunir à Caspe. La proposition papale est acceptée le 15 février par les Aragonais et les Catalans dans la concorde d'Alcañiz, malgré les protestations des partisans de Jacques d'Urgell et de Louis de Calabre.
Le 26 février, le parlement d'Alcañiz décide de forcer le choix des membres de la commission et en délègue le pouvoir au gouverneur d'Aragon Gil Ruiz de Lihory et au justicier Juan Ximénez Cerdán. Ils portent leur choix, pour le royaume d'Aragon, sur l'évêque de Huesca Dominique Ram, le chartreux François d'Aranda et le juriste Bérenger de Bardaixí, tous partisans de Ferdinand d'Antequera. Pour le royaume de Valence, ils choisissent le dominicain Vincent Ferrier (confesseur de Benoît XIII) et son frère, le chartreux Boniface Ferrier, tous deux proches de Benoît XIII, et le juriste Janvier Rabassa. Enfin, pour la Catalogne, ils portent leur choix sur Bernard de Gualbes, conseiller de Barcelone et chef des anti-urgellistes en Catalogne, l'archevêque de Tarragone Pierre de Sagarriga et le juriste Guillaume de Valseca.
Le parlement de Catalogne reçoit la liste qui lui est présentée, mais se divise sur son acceptation. Les partisans du comte d'Urgell essaient de modifier la liste et proposent de remplacer Bernard de Gualbes par Guillaume Domenge, et Boniface Ferrier par Arnaud de Conques, mais sans succès. Les anti-urgellistes, en particulier l'évêque de Barcelone François Clément, l'abbé de Montserrat Marc de Vilalba, l'abbé de Saint-Cugat Dalmas de Cartellà, l'archidiacre de Tarragone Philippe de Malla, les trois représentants de Barcelone, Raymond Fiveller, Bernard de Gualbes et Jean Desplà, et le représentant de Tortose Garidell s'y opposent farouchement.
Jacques d'Urgell rassemble une armée composée de ses fidèles catalans et de mercenaires gascons, afin de se porter dans le royaume de Valence, envahi par les forces castillanes. Le commandement de l'armée revient à Raymond de Perellós, mais ses troupes ne peuvent descendre vers le sud, dont les routes sont barrées par les hommes de Ferdinand d'Antequera. L'armée urgelliste de Valence, composée des partisans des Vilaragut et commandée par le gouverneur Arnaud Guillaume de Bellera, rencontre les Castillans, dirigés par Diego Gómez de Sandoval, près de la ville valencienne de Morvedre, le 27 février 1412. Les urgellistes sont mis en déroute et Arnaud Guillaume de Bellera est tué. La ville de Valence se rend immédiatement aux forces castillanes, tandis que le parlement de Valence, réuni à Vinaròs, est contraint d'accepter la liste des compromissaires qui lui est présentée, avant de se dissoudre dans la précipitation. Le royaume de Valence est alors presque entièrement aux mains des Castillans.
Finalement, le 13 mars, sous la pression des événements, le parlement de Catalogne approuve la liste qui lui a été présentée. Aussitôt, des nobles catalans, menés par les Cardona, les Montcada et Jean de Prades, protestent, refusant que le parlement catalan ait cédé aux décisions aragonaises. Les représentants de Gérone annoncent refuser de se soumettre à toute décision prise par cette commission. La grand-mère de Louis de Calabre, Yolande de Bar, dénonce la participation des chartreux, Boniface Ferrier et François d'Aranda, à des affaires politiques. Enfin, même les représentants du royaume de Majorque ne décolèrent pas d'avoir été mis à l'écart.

### Le compromis de Caspe (mars-juillet 1412)

#### Les audiences

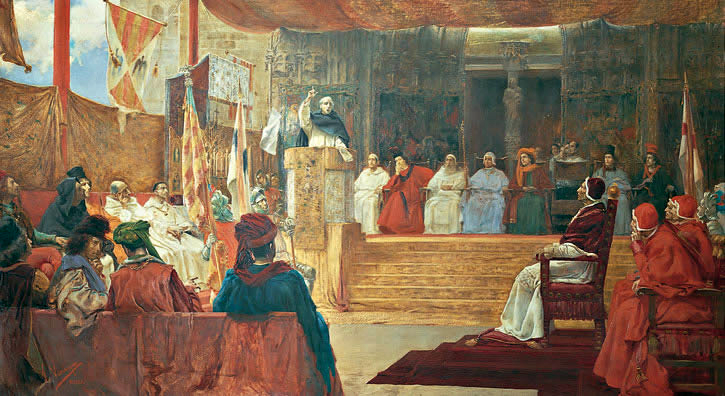
Le compromis de Caspe (par Salvador Viniegra, 1891. Cercle des Beaux-Arts de Madrid).

La réunion des neuf compromissaires est fixée au 29 mars 1412 à Caspe, dont le château est tenu par Raymond Fiveller, partisan de Ferdinand d'Antequera. Mais une semaine avant, les trois compromissaires aragonais et deux compromissaires catalans, Pierre de Sagarriga et Bernard de Gualbes, déjà présents à Caspe, décident de commencer leurs travaux sans attendre les autres compromissaires absents, qui arrivent dans la semaine. Seul Janvier Rabassa, âgé de 74 ans et partisan de Jacques d'Urgell, est absent le 29 mars, le jour où ils prêtent tous serment, à cause d'une soudaine crise de folie. Les compromissaires choisissent, pour le remplacer, le juriste Pierre Bertran. Le 17 avril, les huit compromissaires présents prêtent serment, en présence des ambassadeurs de Ferdinand de Trastamare et d'Alphonse de Gandie.
Pendant ce temps, le parlement d'Aragon se déplace à Saragosse, tandis que le parlement valencien se transporte de Traiguera à Valence. Durant tout le mois d'avril, les Majorquins envoient des messages à Caspe, Saragosse et Tortose, exigeant d'obtenir la présence de représentants pour leur royaume, mais ils sont ignorés.
La défense de chaque candidat est assurée par des ambassadeurs et des avocats, chargés d'exposer les droits de leur seigneur. Cet exposé est suivi d'un débat entre les compromissaires à huis clos. Les trois notaires, Jacques Desplà, Raymond Batlles et Paul Nicolás, sont ensuite invités à noter leurs conclusions. Le 18 avril commence la défense d'Alphonse de Gandie, suivi de Ferdinand de Trastamare le 5 mai. Le 9 mai, un seul avocat se présente pour présenter les droits de Jean de Prades. Le lendemain sont admis les ambassadeurs de Louis de Calabre. Le dernier candidat à se présenter est Jacques d'Urgell, le 16 mai, défendu par huit représentants. Le 29 mai, deux mois après l'ouverture des travaux de leur commission, les compromissaires décident de prolonger leurs travaux, afin d'écouter les défenseurs de Frédéric de Luna, envoyés par sa belle-mère, Blanche de Navarre.

#### Le vote

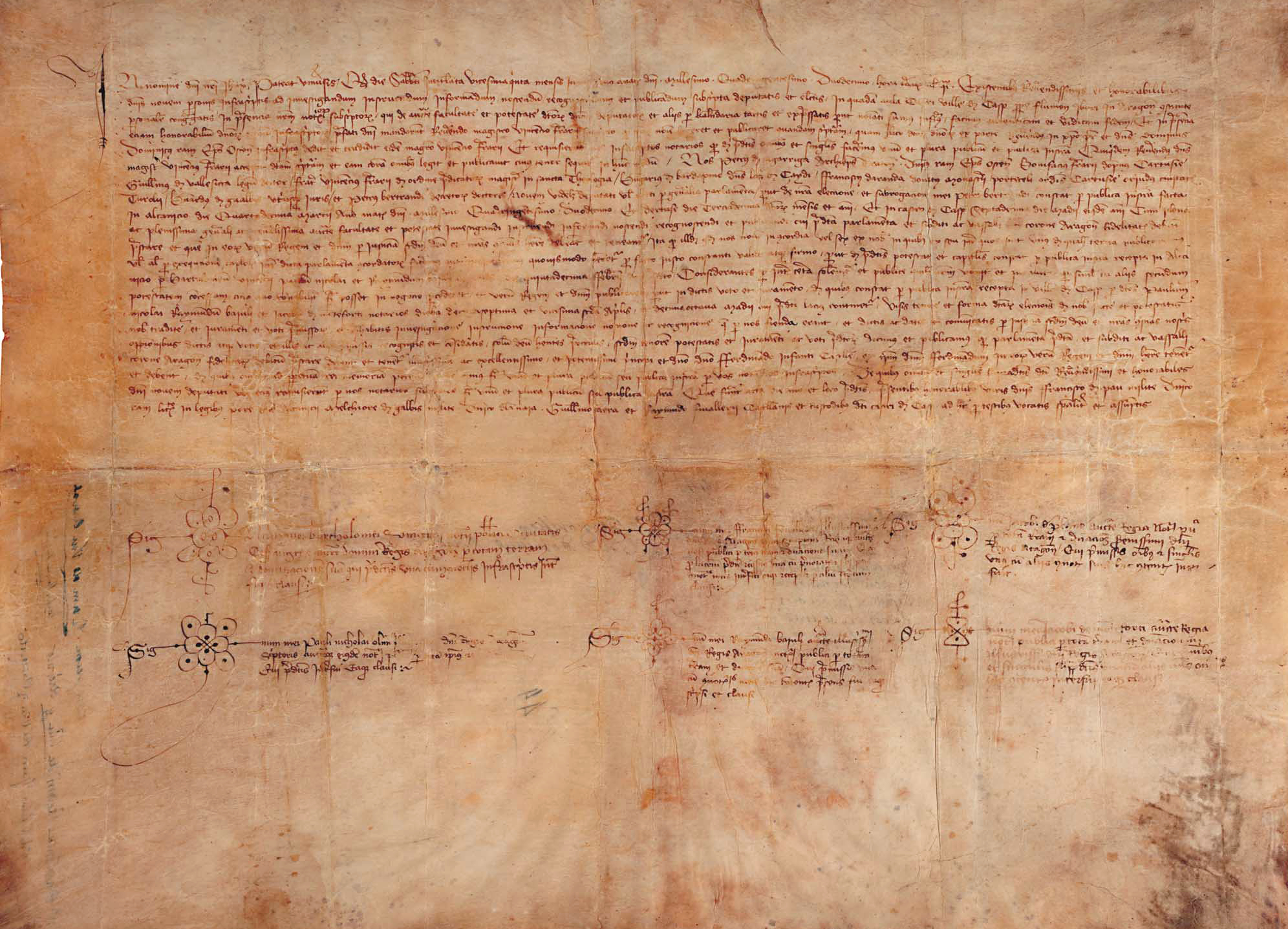
Acte original du compromis de Caspe (25 juin 1412).

Le 24 juin 1412, les compromissaires procèdent au vote, oralement mais à huis clos et sans témoins. Les trois notaires sont ensuite invités à entrer et à rédiger trois actes, chacun étant donné à un des compromissaires des trois royaumes : Pierre de Sagarriga pour la Catalogne, Boniface Ferrier pour Valence et Dominique Ram pour l'Aragon.
Les compromissaires du royaume d'Aragon votent tous les trois, Dominique Ram, François d'Aranda et Bérenger de Bardaixí, pour Ferdinand de Trastamare. Parmi les compromissaires de Catalogne, Bernard de Gualbes donne également son vote au Castillan, tandis que Guillaume de Valseca fait le choix de Jacques d'Urgell. Quant à Pierre de Sagarriga, après avoir déclaré que Ferdinand de Trastamare est le candidat le plus utile, il partage son vote entre Jacques d'Urgell et Alphonse de Gandie, réservant la Sicile à Frédéric de Luna. Parmi les compromissaires de Valence, les deux frères Ferrier, Boniface et Vincent, font le choix de Ferdinand de Trastamare, tandis que Pierre Bertran, qui remplace Janvier Rabassa, préfère s'abstenir, au motif qu'il n'a pas participé à tous les débats. Ainsi, Ferdinand de Trastamare recueille 6 votes et Jacques d'Urgell seulement 2.
Les membres du parlement catalan de Tortose, du parlement valencien de Valence et du parlement aragonais de Saragosse sont invités à Caspe, afin d'entendre la proclamation officielle, le 28 juin 1412. Une cérémonie religieuse grandiose se tient d'abord dans l'église Sainte-Marie. Après la messe Gaudeamus et exultemus et demus gloriam Deum quia venerunt nuptia Agni, Vincent Ferrier proclame le verdict définitif des compromissaires, en présence de la population et des parlements.

## Conséquences
Ferdinand de Trastamare apprend la nouvelle de son élection alors qu'il est à Cuenca. Il se met immédiatement en chemin et entre le 5 août à Saragosse. Il est couronné lors d'une cérémonie dans la cathédrale de Saragosse, après avoir juré de respecter les fors d'Aragon. Son premier geste est de convoquer les Cortes d'Aragon, faisant un certain nombre de concessions à ceux qui l'ont aidé. Il édicte également un certain nombre de lois afin de punir les responsables des bandositats qui avaient agité l'interrègne. Les familles nobles urgellistes sont accusées d'être responsables et doivent payer de substantielles compensations aux familles anti-urgellistes. Les voix discordantes au sein des Cortes sont réprimées. Le comte de Benavente, qui affirme publiquement lors d'une dispute avec François de Perellós, que Ferdinand de Trastamare n'a aucun droit au trône, est immédiatement arrêté, torturé et exécuté le lendemain. Finalement, le 28 octobre, Jacques d'Urgell reconnait la victoire de son adversaire et fait serment de vassalité à Ferdinand. Il retrouve en échange ses terres. 
En novembre, Benoît XIII couronne Ferdinand comme roi de Sardaigne et de Sicile. Le 4 janvier 1413, Ferdinand Ier convoque les Cortes de Catalogne à Barcelone. Il reçoit la couronne de comte de Barcelone et jure de respecter les fors de Barcelone. Ferdinand Ier exige que les notables catalans remboursent les lourdes dettes contractées sous le règne de Pierre III et qu'ils concèdent des subsides élevés. 
La tension s’accroît entre les Cortes catalanes et le nouveau roi d'Aragon. Jacques d'Urgell souhaite profiter de la situation et en profite pour se révolter en mai 1413, avec l'aide d'Antoine de Luna et de mercenaires gascons. Mais sans véritable soutien, Jacques d'Urgell est rapidement battu et se retrouve acculé, le 13 octobre dans son château Formós de Balaguer. Le 31 octobre, le comte d'Urgell se rend à l'armée royale : jugé, il est condamné à la prison à perpétuité, ses biens sont confisqués.

## Postérité

### Dans les arts

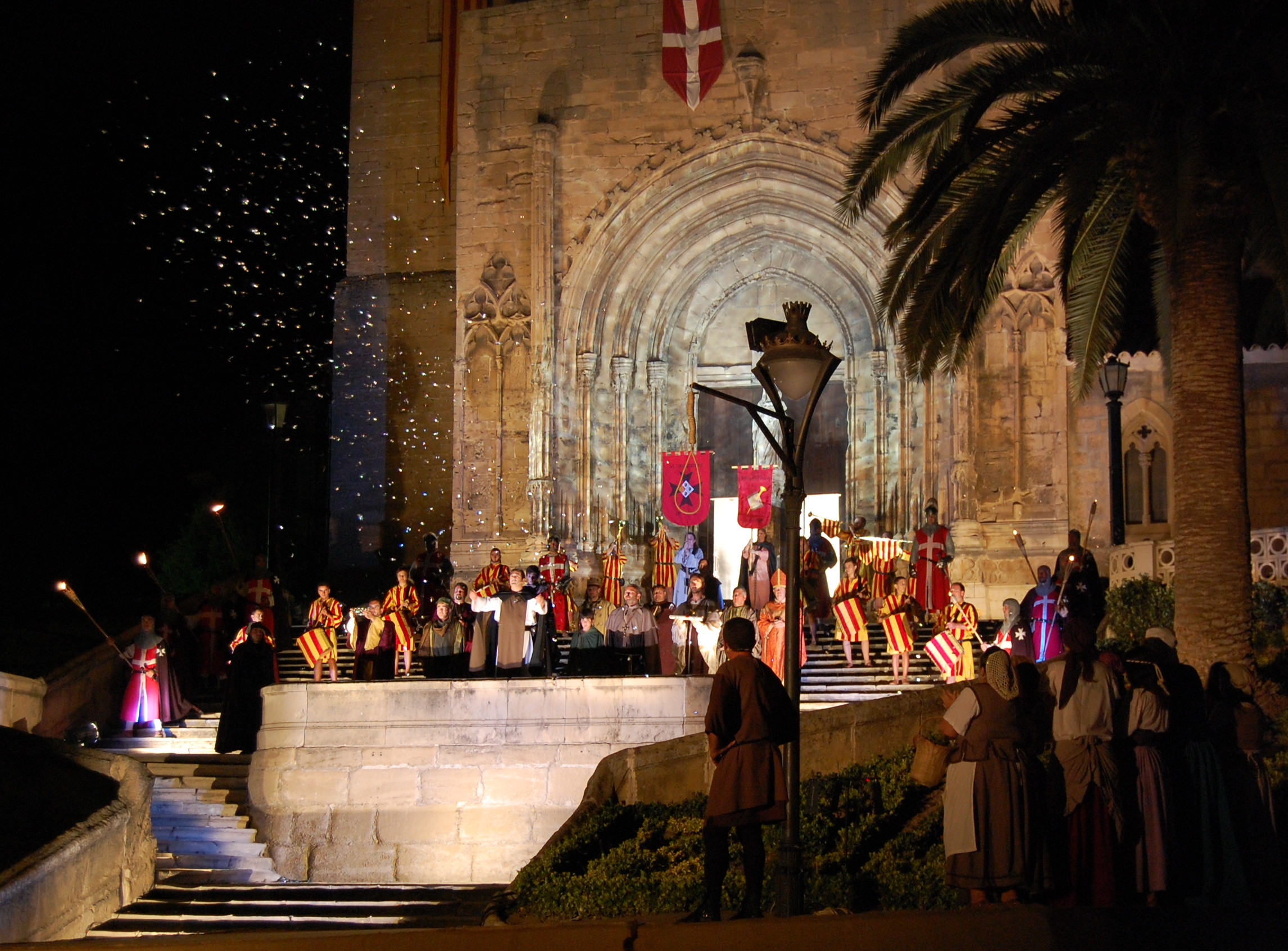
Représentation de la proclamation à Caspe le 4 octobre 2009.

La proclamation du compromis fait l'objet d'une fête de Commémoration annuelle dans la ville de Caspe. Cette célébration a reçu le label Fête d'intérêt public.
El trovador, drame de 1836 écrit par l'auteur espagnol Antonio García Gutiérrez, situe l'action dans les années de guerre civile entre les partisans de Jacques d'Urgell et les fidèles de Jean II, le fils et successeur de Ferdinand Ier. L'opéra de Giuseppe Verdi, Il trovatore, composé en 1853, reprend en partie ce contexte historique.